# Ataques en Darfur de 2020
Los ataques de Darfur de 2020 fueron tres tiroteos masivos que tuvieron lugar en Darfur (Sudán), en julio de 2020. El gobierno sudanés y las Naciones Unidas han vinculado las masacres a conflictos sobre tierras, relacionados con los derechos agrícolas, típicamente entre campesinos tribales africanos no árabes, como las tribus masalitas, y beduinas árabes.

## Antecedentes
Desde 2003 se viene produciendo una guerra civil en Darfur, en el oeste de Sudán. Durante estos conflictos varios grupos étnicos han sido expulsados de sus tierras. Otros grupos ocuparon y se apoderaron de estas tierras; en la década de 2010, los propietarios originales regresaron y se produjeron disputas sobre la propiedad.
Según información de Radio Dabanga:

La Ley de Tierras No Registradas de 1970 autorizó al gobierno a usar la fuerza para salvaguardar la tierra y alentar la acumulación de tierras por parte de una minoría de inversores ricos (locales o extranjeros), provocando la alienación de los pastores y granjeros de sus tierras tradicionales y negando cualquier legitimidad formal o estado jurídico a los derechos de propiedad tradicionales.

La agricultura en la región cesó en gran parte durante el conflicto y a principios de 2020 el gobierno sudanés intervino para devolver las tierras a sus dueños originales.

## Ataques

### 12 de julio: Kutum (Darfur del Norte)
El 12 de julio de 2020, al menos 9 fueron asesinadas y 20 resultaron heridas en un ataque armado contra manifestantes realizado por milicianos armados no identificados que montaban en motocicletas, camellos y caballos en el área de Fata Borno de la localidad de Kutum, en Darfur del Norte. El gobierno, como reacción, decidió imponer un estado de emergencia en todo el estado. Los testigos declararon además que las milicias usaron armas ligeras y pesadas, y saquearon el mercado de la ciudad, después de la retirada de las fuerzas policiales.

### 24 de julio: Aboudos (Darfur del Sur)
El 24 de julio de 2020, hombres armados irrumpieron en la aldea de Aboudos, en Darfur del Sur (Sudán), según los líderes tribales locales. El ataque dejó al menos 20 personas muertas y otras 22 resultaron heridas. Entre las víctimas se encontraban niños, según declaraciones del primer ministro Abdalla Hamdok. El primer ministro relacionó la violencia con los agricultores de la zona que regresaban a sus campos y se comprometió a enviar tropas a Darfur para «proteger a los ciudadanos y la temporada agrícola». Estas tropas se extenderían por toda la región de Darfur y estarían formadas por unidades policiales y militares.

### 25-26 de julio: Masteri (Darfur Occidental)
Los días 25 y 26 de julio de 2020, se produjo otra masacre en Darfur Occidental que involucró a unos 500 hombres armados que atacaron a Masteri, cerca de Beida, una comunidad masalita, y mataron a más de 60 personas. Masteri es un pueblo fronterizo con Chad. Las Naciones Unidas afirmaron que otras 60 personas resultaron heridas en el ataque y que los atacantes también saquearon y quemaron aldeas. En declaración, la ONU afirmó que era «uno de los últimos incidentes de seguridad reportados durante la última semana», diciendo que otras comunidades en la región habían sido destruidas e informando de al menos siete ataques mortales en Darfur Occidental desde el 19 de julio. La ONU sugirió que el conflicto se relaciona con disputas sobre la propiedad de la tierra: después de desplazamiento de pobrlación en Darfur a principios de la década de 2000, otros grupos tomaron las tierras abandonadas. En los últimos años, los grupos perseguidos han intentado regresar a sus tierras. Ningún grupo ha reclamado los ataques.